# Antillogorgia elisabethae
Antillogorgia elisabethae is een zachte koralensoort uit de familie van de Gorgoniidae. De wetenschappelijke naam van de soort is voor het eerst geldig gepubliceerd in 1961 door Bayer.